# Fort-Mahon-Plage
Fort-Mahon-Plage is een gemeente in het Franse departement Somme (regio Hauts-de-France). De gemeente telt 1140 inwoners (1999). De plaats maakt deel uit van het arrondissement Abbeville.

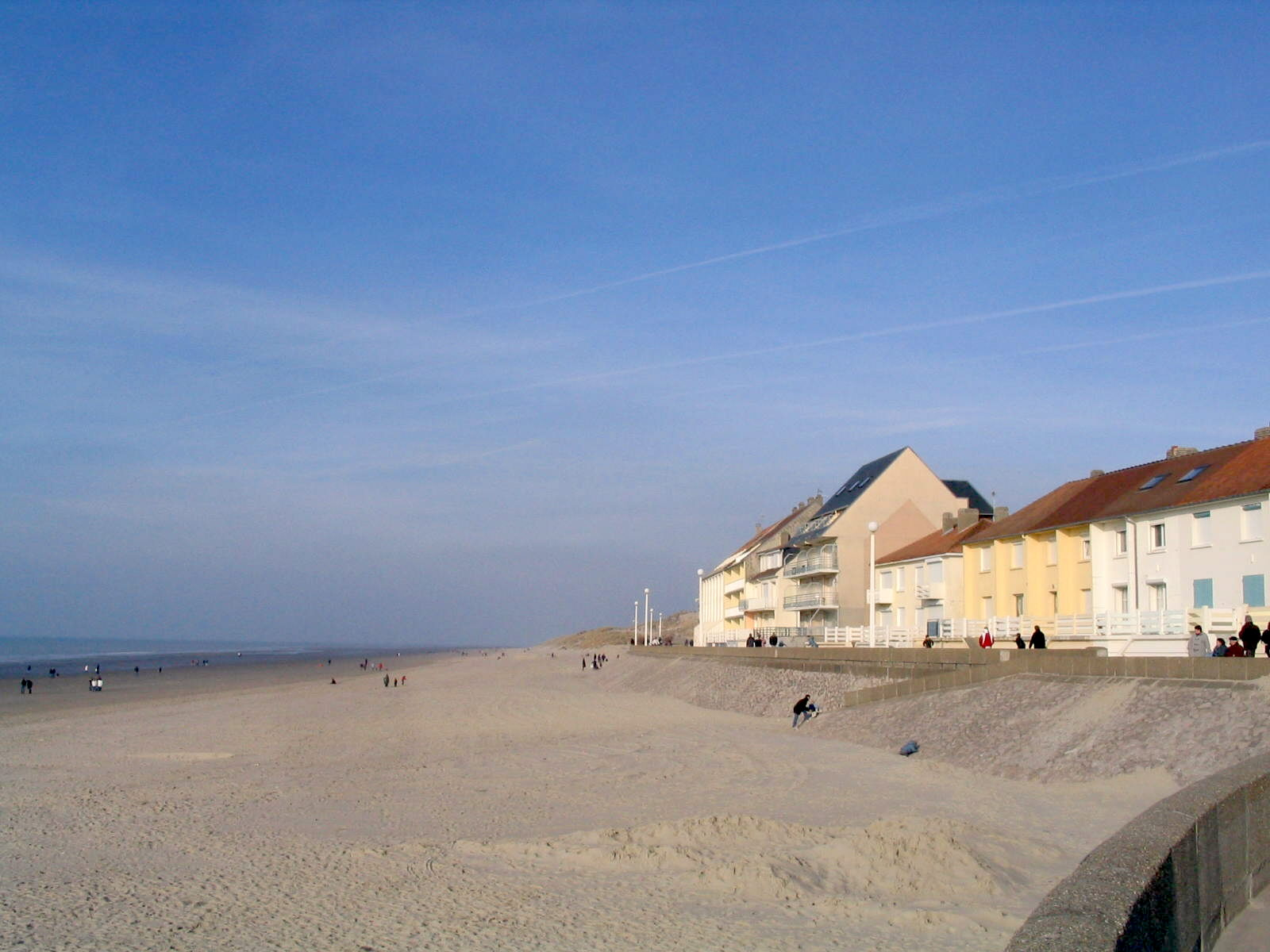
Het strand

## Geschiedenis
Tot diep in de 18de eeuw was deze kuststrook verlaten, en werd slechts bezocht door vissers en verzamelaars van schelpdieren. De 18de-eeuwse Cassinikaart toont hier nog een onbewoond duinengebied. Omstreeks 1790 vestigden zich er enkele herders. 
Op het eind van het ancien régime op het eind van de 18de eeuw werden de gemeenten gecreëerd. Het westelijke duinengebied kwam bij de gemeente Saint-Quentin-en-Tourmont; het oostelijk landelijker gebied bij de gemeente Quend.
Vanaf de jaren 1850 eeuw ontwikkelde zich een badplaats op grondgebied van Quend, vanwege de beschikbaarheid van een breed zandstrand. In 1899 wisselden de gemeenten Saint-Quentin-en-Tourmont en Quend grondgebied uit. Het noordelijk deel van het grondgebied van Saint-Quentin-en-Tourmont, waar zich Fort-Mahon en ook de toekomstige badplaats Quend-Plage ontwikkelden, werd aangehecht bij de gemeente Quend. De hele omgeving van Fort-Mahon, tot aan de Kanaalkust, kwam zo binnen de gemeente Quend te liggen.
Van 1903 tot 1931 kwam er een tram. In 1923 splitste Fort-Mahon-Plage zich af van Quend en werd het een zelfstandige gemeente. Verstedelijking, met vakantiehuisjes, campings en dergelijke, vond plaats tot aan de landzijde van de duinen. De plaats heeft veel te lijden gehad van de Tweede Wereldoorlog, maar werd nadien verder ontwikkeld.

## Bezienswaardigheden
- De Onze-Lieve-Vrouw-Hemelvaartkerk (Église Notre-Dame-de-l'Assomption)

## Geografie
De oppervlakte van Fort-Mahon-Plage bedraagt 13,0 km2, de bevolkingsdichtheid is 87,7 inwoners per km2.
De onderstaande kaart toont de ligging van Fort-Mahon-Plage met de belangrijkste infrastructuur en aangrenzende gemeenten.
Fort-Mahon-Plage ligt direct ten zuiden van de Baai van de Authie en kent daarnaast een zeereep en een duingebied. In het oosten ligt het moeras- en poldergebied van de Marquenterre, doorsneden door het Canal du Marquenterre, dat afwatert naar de baai.

## Demografie
Onderstaande figuur toont het verloop van het inwonertal (bron: INSEE-tellingen).

## Nabijgelegen kernen
Conchil-le-Temple, Quend